# Лукачи, Андреас
Андреас Лукачи, иногда фон Лукачи (нем. Andreas Lukacsy; 23 июня 1931, Арад, Румыния — 2010) — немецкий дирижёр румынского происхождения.
Получил музыкальное образование в Клуже, в 1955—1967 годах дирижировал различными румынскими оркестрами, в том числе военными. В 1968 году эмигрировал в Германию, в 1971 году получил германское гражданство. До 1974 года возглавлял Гёттингенский симфонический оркестр. Затем в чине капитана был принят на службу в бундесвер и до 1978 года возглавлял третий пехотный корпус музыкантов, расквартированный в Люнебурге, затем в 1978—1980 годах корпус музыкального образования и в 1980—1986 годах — главный музыкальный корпус в Зигбурге. В 1988—1990 годах — главный инспектор военных оркестров бундесвера. Вышел в отставку в звании полковника. Записал ряд дисков военной музыки, а также сочинения Пааво Хейнинена с Гейдельбергским камерным оркестром.